# عرب مالطا
عرب في مالطا ( باللغة المالطية : Għarab f'Malta ) هم في الغالب من المغتربين من مجموعة من الوطن العربية ، وخاصة من ليبيا وسوريا.
- شتات عربي
- عرب في أوروبا
- الإسلام في مالطا